# Domiarki
Domiarki – wieś w Polsce położona w województwie małopolskim, w powiecie krakowskim, w gminie Iwanowice.
W latach 1975–1998 miejscowość administracyjnie należała do województwa krakowskiego.